# پائولتا
پدرو میگل کاریرو رسندس (پرتغالی: Pedro Miguel Carreiro Resendes؛ زادهٔ ۲۸ آوریل ۱۹۷۳) ملقب به پائولتا، بازیکن فوتبال پیشین اهل پرتغال است.
وی همچنین در تیم ملی فوتبال پرتغال سابقه ۸۸ بازی و ۴۷ گل ملی دارد.

## افتخارات

### باشگاهی
دپورتیوو
- لا لیگا: ۰۰–۱۹۹۹

پاری سن ژرمن
- جام حذفی فوتبال فرانسه: ۰۴–۲۰۰۳، ۰۶–۲۰۰۵

### ملی
پرتغال
- جام ملت‌های اروپا: نایب قهرمان ۲۰۰۴

### فردی
- لیگا ادلانته: بهترین گلزن ۹۷–۱۹۹۶